# Trommeln am Mohawk
Trommeln am Mohawk (Originaltitel: Drums Along the Mohawk) ist ein US-amerikanischer Abenteuerfilm von John Ford aus dem Jahr 1939 mit Claudette Colbert und Henry Fonda in den Hauptrollen. Als Vorlage diente ein drei Jahre zuvor erschienene Roman von Walter D. Edmonds.

## Handlung
Nach ihrer Hochzeit mit dem Siedler Gilbert Martin verlässt Lana Borst, eine Tochter aus gutem Hause, ihr Heim in Albany und zieht mit ihrem Mann ins Tal des Mohawk Rivers. Das junge Paar gerät in Streit wegen Lanas Vorurteilen gegenüber den Indianern. Ihr Mann ist mit einem Indianer eng befreundet. Trotz ihrer unguten Gefühle bleibt Lana dennoch bei ihrem Mann.
Lanas Einstellung wird auf eine harte Probe gestellt, denn das Mohawk-Tal gilt als gefährliche Gegend. Aus einer Nachbarstadt kommt die Kunde vom Beginn der Amerikanischen Revolution zur Erringung der Unabhängigkeit vom britischen Königreich. Britische Truppen sind in Boston gelandet. Ausgerechnet jetzt stellt sich heraus, dass Lana schwanger ist. Die britischen Truppen gehen zum Angriff über, wobei auch die Farm von Gilbert und Lana angegriffen wird. Lana erleidet eine Fehlgeburt, der britische Kommandeur Caldwell lässt die Farm niederbrennen. Um ein Dach über dem Kopf zu haben, arbeiten sie auf der Farm der Witwe Mrs. McKlennar.
Nach einer Zeit des Friedens erfahren die Kolonisten von einem bevorstehenden Angriff der Indianer, woraufhin eine Miliz aufgestellt wird. Der Indianer-Angriff kann zurückgeschlagen werden, doch über die Hälfte der Miliz wird getötet, auch ihr Anführer General Herkimer stirbt an den Folgen seiner Verletzungen. Gilbert wird verwundet auf die Farm zurückgebracht. Die wieder schwangere Lana bringt einen Sohn zur Welt, während ihr Mann gesundet.
Wiederum werden die Kolonisten von den Indianern angegriffen. Die Siedler flüchten sich in das Fort German Flatts. Männer und Frauen kämpfen gemeinsam gegen die Indianer, wobei Mrs. McKlennar tödlich verwundet wird. Als die Munition auszugehen droht, versucht der Siedler Joe Boleo aus der Belagerung auszubrechen, um Hilfe zu holen. Doch er wird getötet, und Gilbert versucht es nun seinerseits. Ihm gelingt der Durchbruch und er erreicht von Indianern gejagt das nächste amerikanische Fort. Als die Indianer German Flatts zu überrennen scheinen, kommt Gilbert mit den US-Truppen zu Hilfe. Die Indianer geben den Angriff auf und flüchten. Mrs. McKlennar hat verfügt, dass Gilbert und Lana ihre Farm erhalten. Dort beginnen sie ein neues Leben.

## Hintergrund
- Der Film ist der erste Farbfilm des viermal mit dem Oscar ausgezeichneten John Ford.
- Schauplatz des Films ist der Mohawk River, ein Nebenfluss des Hudson Rivers im US-Bundesstaat New York. Gedreht wurde aber in Utah.
- Co-Autor Faulkner, im Abspann nicht genannt, gewann 1949 den Literatur-Nobelpreis, sowie zweimal den Pulitzer-Preis (1955 und 1962).
- Faulkners Autoren-Kollege Trotti kam 1945 zu Oscar-Ehren, die Kollegin Levien 1956.
- Komponist Newman wurde in seiner Karriere neunmal mit dem Oscar geehrt, Art-Director Richard Day siebenmal und Set-Decorator Thomas Little sechsmal.
- Kameramann Rennahan wurde 1940 nicht nur für diesen Film für den Oscar nominiert, er gewann ihn auch im selben Jahr für Vom Winde verweht. Für König der Toreros gewann er 1942 einen weiteren Oscar.
- Auch Kostümdesignerin Gwen Wakeling konnte 1951 einen Oscar gewinnen, Ton-Ingenieur Roger Heman 1944, sein im Abspann ungenannter Kollege Robert Parrish (hier für den Tonschnitt zuständig) 1948.
- Deutschland-Premiere war am 9. Dezember 1949.

## Kritiken
„Ein spannend und intensiv inszenierter Western mit ausgezeichneter Kameraführung.“

„Zugegebenermaßen ist das alles recht sentimental und chauvinistisch, aber ebenso poetisch und bewegend…“

„“Drums Along the Mohawk” gehört vielleicht nicht zu den besten Filmen des amerikanischen Regisseurs, der irgendwann selbst zum Mythos wurde. Doch der Film lässt verstehen, in welch widersprüchlichen Gefühlen sich ein patriotisch gesinnter Amerikaner finden muss, der stets von der Wirklichkeit (vergeblich) verlangte, sich dem Mythos anzunähern. Dabei ist der Film weder in Dramaturgie, noch in den Dialogen, noch in der Zeichnung der Charaktere besonders patriotisch. Ford hatte die Fähigkeit, den Patriotismus sozusagen auf eine realistisch erzählte Geschichte ohne Schnörkel und Rührseligkeiten herunter zu deklinieren.“

## Auszeichnungen
- 1940: Oscar-Nominierungen in den Kategorien Beste Nebendarstellerin (Edna May Oliver) und Beste Farbkamera (Ray Rennahan und Bert Glennon)